# Chi Trọng đũa
Chi Trọng đũa, còn gọi là chi Cơm nguội (theo Sách tra cứu tên cây cỏ Việt Nam của TS Võ Văn Chi) (danh pháp khoa học: Ardisia) là một chi thực vật có hoa của họ Xay hay hiện tại theo APG III là phân họ Xay của họ Anh thảo. Chi này có từ 200 tới 735 loài,  tùy theo tác giả phân loại. Một loài, Ardisia japonica (tiếng Trung: 紫金牛 (Tử kim ngưu); bính âm: zǐjīn niú) là một trong 50 loại thảo dược cơ bản trong y học cổ truyền Trung Hoa. Tại Việt Nam có khoảng 100 loài với các tên gọi trọng đũa, lá khôi, cơm nguội.

## Các loài
| - Ardisia abanii - Ardisia aberrans - Ardisia acerosa - Ardisia aciphylla - Ardisia acuminata - Ardisia acuminifolia - Ardisia acutata - Ardisia acutiloba - Ardisia acutissima - Ardisia adenanthera - Ardisia adenopes - Ardisia aequilonga - Ardisia affinis - Ardisia aguirreana - Ardisia alabastro-alata - Ardisia alajuelae - Ardisia alata - Ardisia alba - Ardisia albiflora - Ardisia albipedicellata - Ardisia albipetala - Ardisia albisepala - Ardisia albomaculata - Ardisia albovirens - Ardisia aliena - Ardisia allenii - Ardisia alstonii - Ardisia alternata - Ardisia alutacea - Ardisia alverezii - Ardisia alyxiifolia - Ardisia amabilis - Ardisia amanuensis - Ardisia ambigua - Ardisia amboinensis - Ardisia amherstiana - Ardisia amplexicaulis - Ardisia amplifolia - Ardisia anaclasta - Ardisia anceps - Ardisia andamanica - Ardisia angustata - Ardisia angustialata - Ardisia angustifolia - Ardisia angustissima - Ardisia annamensis - Ardisia antonensis - Ardisia apoda - Ardisia apodophylla - Ardisia apoensis - Ardisia applanata - Ardisia aprica - Ardisia apsidata - Ardisia apus - Ardisia aquifolioides - Ardisia arborea - Ardisia arborella - Ardisia arborescens - Ardisia arcuata - Ardisia argentea - Ardisia argenticaulis - Ardisia arguta - Ardisia artemata - Ardisia asymmetrica - Ardisia atrata - Ardisia atrobullata - Ardisia atropurpurea - Ardisia atrovirens - Ardisia attenuata - Ardisia aurantiaca - Ardisia auriculata - Ardisia austin-smithii - Ardisia austroasiatica - Ardisia avendanoi - Ardisia avenis - Ardisia azaharensis - Ardisia bahamensis - Ardisia bakeri - Ardisia balansae - Ardisia balansana - Ardisia bambusetorum - Ardisia bampsiana - Ardisia banghamii - Ardisia baotingensis - Ardisia baracoensis - Ardisia barnesii - Ardisia barthesia - Ardisia bartlettii - Ardisia baruana - Ardisia basaal - Ardisia basilanensis - Ardisia batangaensis - Ardisia baviensis - Ardisia bawae - Ardisia beccariana - Ardisia beibeinensis - Ardisia bekomiensis - Ardisia belingaensis - Ardisia belizensis - Ardisia bella - Ardisia benomensis - Ardisia betongensis - Ardisia bhotanica - Ardisia bicolor - Ardisia bifaria - Ardisia biflora - Ardisia biniflora - Ardisia bipinnata - Ardisia bis-umbellata - Ardisia blatteri - Ardisia blepharodes - Ardisia blumii - Ardisia bodinieri - Ardisia boissieri - Ardisia boltenii - Ardisia boquetensis - Ardisia borneensis - Ardisia botryosa - Ardisia brachybotrys - Ardisia brachypoda - Ardisia brachythyrsa - Ardisia brackenridgei - Ardisia bracteata - Ardisia bracteolata - Ardisia bracteosa - Ardisia bractescens - Ardisia brandisiana - Ardisia brandnerian - Ardisia brasiliensis' - Ardisia brassiella - Ardisia brassii - Ardisia breedlovei - Ardisia brenesii - Ardisia brevicaulis - Ardisia breviflora - Ardisia brevipedata - Ardisia brevipes - Ardisia brevipetiolata - Ardisia breviramea - Ardisia brevis - Ardisia brevithyrsa - Ardisia bristanii - Ardisia brittonii - Ardisia brongniartii - Ardisia brunneo-purpurea - Ardisia brunnescens - Ardisia buesgenii - Ardisia bumelioides - Ardisia burgeri - Ardisia byrsonimae - Ardisia cabrerae - Ardisia cadieri - Ardisia cagayanensis - Ardisia calavitensis - Ardisia calcicola - Ardisia callejasii - Ardisia caloneura - Ardisia calophylla - Ardisia calophylloides - Ardisia calothyrsa - Ardisia calvarioana - Ardisia calycosa - Ardisia cambodiana - Ardisia cameronensis - Ardisia campanensis - Ardisia canalensis - Ardisia canaliculata - Ardisia canariensis - Ardisia candolleana - Ardisia capillipes - Ardisia capitata - Ardisia capitellata - Ardisia capollina - Ardisia capuronii - Ardisia carchiana - Ardisia cardenasii - Ardisia cardiophylla - Ardisia caribaea - Ardisia carlsonae - Ardisia carnea - Ardisia carnosicaulis - Ardisia cartagoana - Ardisia castaneifolia - Ardisia catharinensis - Ardisia caudata - Ardisia caudatifolia - Ardisia caudifera - Ardisia caudiferoides - Ardisia cauliflora - Ardisia cavaleriei - Ardisia cavanillesii - Ardisia celebica - Ardisia centenoi - Ardisia cestrifolia - Ardisia chahalana - Ardisia chevalieri - Ardisia chiapensis - Ardisia chinensis - Ardisia chiriquiana - Ardisia chiriquiensis - Ardisia chocoana - Ardisia chontalensis - Ardisia chrysophyllifolia - Ardisia chrysophylloides - Ardisia cincta - Ardisia citrifolia - Ardisia clarissima - Ardisia clavelligera - Ardisia clemensii - Ardisia clementis - Ardisia clusioides - Ardisia coarcta - Ardisia coccinea - Ardisia cochinchinensis - Ardisia coclensis - Ardisia cogolloi - Ardisia coibana - Ardisia collinsae - Ardisia colombiana - Ardisia colonensis - Ardisia coloradoana - Ardisia colorata - Ardisia comosa - Ardisia complanata - Ardisia compressa - Ardisia conandroides - Ardisia concatenata - Ardisia confertiflora - Ardisia confinis - Ardisia confusa - Ardisia congesta - Ardisia conglobata - Ardisia conglomerata - Ardisia conoidea - Ardisia conoides - Ardisia conraui - Ardisia conspersa - Ardisia contrerasii - Ardisia conzattii - Ardisia cookii - Ardisia copelandii - Ardisia copeyana - Ardisia cordulata - Ardisia coriacea - Ardisia cornudentata - Ardisia correae - Ardisia corymbifera - Ardisia cosmetica - Ardisia costaricensis - Ardisia costulata - Ardisia courtallensis - Ardisia crassa - Ardisia crasse-ovata - Ardisia crassifolia - Ardisia crassinervosa - Ardisia crassipedicellata - Ardisia crassipes - Ardisia crassiramea - Ardisia crassirhiza - Ardisia creaghii - Ardisia crenata - Trọng đũa - Ardisia crenipetala - Ardisia crenulata - Ardisia crispa - Ardisia crispipila - Ardisia croatii - Ardisia crosbyi - Ardisia crotonifolia - Ardisia cubana - Ardisia cucullata - Ardisia cumingiana - Ardisia cuneata - Ardisia cuneifolia - Ardisia cuprea - Ardisia curranii - Ardisia curtiflora - Ardisia curtipes - Ardisia curvistyla - Ardisia curvula - Ardisia cuspidata - Ardisia cutteri - Ardisia cybianthoides - Ardisia cymosa - Ardisia darienensis - Ardisia darlingii - Ardisia dasyneura - Ardisia dasyrhizomatica - Ardisia dataensis - Ardisia davidsei - Ardisia dawnaea - Ardisia dawnensis - Ardisia decipiens - Ardisia decurviflora - Ardisia decus-montis - Ardisia dekinderi - Ardisia deminuta - Ardisia demissa - Ardisia denhamioides - Ardisia densa - Ardisia densiflora - Ardisia densilepidotula - Ardisia dentata - Ardisia denticulata - Ardisia depauperata - Ardisia deplanchei - Ardisia depressa - Ardisia devogelii - Ardisia devredii - Ardisia dewitiana - Ardisia dichropetala - Ardisia dictyoneura - Ardisia didymopora - Ardisia dielsii - Ardisia diffusa - Ardisia digitata - Ardisia dinhensis - Ardisia discolor - Ardisia dissitiflora - Ardisia disticha - Ardisia divaricata - Ardisia divergens - Ardisia diversifolia - Ardisia diversilimba - Ardisia doca - Ardisia dodgei - Ardisia dodsonii - Ardisia doeringiana - Ardisia dolichocalyx - Ardisia dolichosepala - Ardisia doma - Ardisia domingensis - Ardisia donnell-smithii - Ardisia dressleri - Ardisia drupacea - Ardisia dryeri - Ardisia dubia - Ardisia dukei - Ardisia dumetosa - Ardisia dumicola - Ardisia dunlapiana - Ardisia durifolia - Ardisia duripetala - Ardisia duriuscula - Ardisia dwyeri - Ardisia ebingeri - Ardisia ebolowensis - Ardisia eciliata - Ardisia edwardsii - Ardisia eglandulosa - Ardisia elegans - Ardisia elegantissima - Ardisia elliptica - Ardisia ellipticifolia - Ardisia elliptifolia - Ardisia elmeri - Ardisia ensifolia - Ardisia erythrocarpa - Ardisia erythroxyloides - Ardisia escallonoides - Ardisia escuintlensis - Ardisia esculenta - Ardisia esquipulasana - Ardisia esquirolii - Ardisia etindensis - Ardisia eucalyptifolia - Ardisia eucuneata - Ardisia eugeniaefolia - Ardisia eugenioides - Ardisia eurubiginosa - Ardisia evonymifolia - Ardisia evrardii - Ardisia excelsa - Ardisia eximia - Ardisia expansa - Ardisia faberii - Ardisia fasciculata - Ardisia fasciculiflora - Ardisia fendleri - Ardisia feniana - Ardisia ferox - Ardisia ferruginea - Ardisia ferrugineo-pilosa - Ardisia fertilis - Ardisia ficiifolia - Ardisia filiformis - Ardisia filipendula - Ardisia filipes - Ardisia fimbriata - Ardisia fimbrillifera - Ardisia flavida - Ardisia flaviflora - Ardisia fletcheri - Ardisia floribunda - Ardisia florida - Ardisia florulenta - Ardisia fluminensis - Ardisia foetida - Ardisia foliosa - Ardisia folsomii - Ardisia forbesii - Ardisia fordii - Ardisia foreroi - Ardisia formosana - Ardisia forstenii - Ardisia fortis - Ardisia foveolata - Ardisia fragrans - Ardisia frangulaefolia - Ardisia fruticosa - Ardisia fuertesii - Ardisia fuliginosa - Ardisia fulva - Ardisia furfuracea - Ardisia furfuracella - Ardisia furtadoi - Ardisia furva - Ardisia fusca - Ardisia fusco-pilosa - Ardisia gambleana - Ardisia garcinifolia - Ardisia gardneri - Ardisia garrettii - Ardisia geissanthoides - Ardisia geniculata - Ardisia gentlei - Ardisia gentryi - Ardisia gigantifolia - Ardisia gitingensis - Ardisia gjellerupii - Ardisia glabra - Ardisia glabrata - Ardisia glanduligera - Ardisia glandulosa - Ardisia glandulosa-marginata - Ardisia glanduloso-marginata - Ardisia glauca - Ardisia glauciflora - Ardisia glaucifolia - Ardisia glomerata - Ardisia glomeriflora - Ardisia goodenoughii - Ardisia gorgonae - Ardisia gracilenta - Ardisia graciliflora - Ardisia gracilis - Ardisia gracillima - Ardisia granatensis - Ardisia grandidens - Ardisia grandiflora - Ardisia grandifolia - Ardisia grandis - Ardisia griffithii - Ardisia grisebachiana - Ardisia guadalupensis - Ardisia guanacastensis - Ardisia guancheana - Ardisia guatemalensis - Ardisia guianensis - Ardisia guinealensis - Ardisia guttata - Ardisia haemantha - Ardisia hagenii - Ardisia hainanensis - Ardisia hallei - Ardisia hamiltonii - Ardisia hammelii - Ardisia hanceana - Ardisia handroi - Ardisia harmandii - Ardisia harrisiana - Ardisia hasseltii - Ardisia hatoana - Ardisia helferiana - Ardisia henryi - Ardisia herbert-smithii - Ardisia heterotricha - Ardisia hewittii - Ardisia hintonii - Ardisia hirsutissima - Ardisia hirtella - Ardisia hokouensis - Ardisia hornitoana - Ardisia horquetensis - Ardisia hortorum - Ardisia hosei - Ardisia hospitans - Ardisia hostmanni - Ardisia hostmannii - Ardisia hstmannii - Ardisia huallagae - Ardisia hugonensis - Ardisia hulletii - Ardisia humilis - Ardisia hyalina - Ardisia hymenandra - Ardisia hypargyrea - Ardisia ibaguensis - Ardisia icara - Ardisia illicioides - Ardisia ilocana - Ardisia imperialis - Ardisia impressa - Ardisia incarnata - Ardisia inconspicua - Ardisia incrassata - Ardisia insignis - Ardisia insularis - Ardisia integra - Ardisia interjacens - Ardisia intibucana - [[Ardisia involucrata - Ardisia ionantha - Ardisia irasuensis - Ardisia iteophylla - Ardisia iwahigensis - Ardisia ixcanensis - Ardisia ixorifolia - Ardisia izabalana - Ardisia jacquinioides - Ardisia jagorii - Ardisia jalapensis - Ardisia jaliscensis - Ardisia jamaicensis - Ardisia jambosioides - Ardisia japonica - Ardisia javanica - Ardisia jefeana - Ardisia jiajiangensis - Ardisia jinyunensis - Ardisia jitotolana - Ardisia junghuhniana - Ardisia kachinensis - Ardisia kainantuensis - Ardisia kallunkii - Ardisia karwinskyana - Ardisia keenani - Ardisia keithleyi - Ardisia kerrii - Ardisia khasiana - Ardisia killipii - Ardisia kinabaluensis - Ardisia kivuensis - Ardisia knappii - Ardisia konishii - Ardisia korthalsiana - Ardisia kostermansii - Ardisia kotoensis - Ardisia koupensis - Ardisia kteniophylla - Ardisia kunstleri - Ardisia kurzii - Ardisia kusukusensis - Ardisia kwangtungensis - Ardisia labisiaefolia - Ardisia labordei - Ardisia laciniata - Ardisia laevigata - Ardisia laevis - Ardisia lajana - Ardisia lamdongensis - Ardisia lamponga - Ardisia lanaensis - Ardisia lanceolata - Ardisia lancifolia - Ardisia langsuanensis - Ardisia lankaensis - Ardisia lankawiensis - Ardisia lasseri - Ardisia lateriflora - Ardisia latifolia - Ardisia latipes - Ardisia latisepala - Ardisia lauracea - Ardisia laurifolia - Ardisia lauriformis - Ardisia lauterbachii - Ardisia laxa - Ardisia laxiflora - Ardisia lecomtei - Ardisia ledermanni - Ardisia lenticellata - Ardisia lentiginosa - Ardisia lepidota - Ardisia lepidottila - Ardisia lepidula - Ardisia leptalea - Ardisia leptantha - Ardisia leptoclada - Ardisia leptopoda - Ardisia leschenaultii - Ardisia letestui - Ardisia lethomasiae - Ardisia letouzeyi - Ardisia leucocarpa - Ardisia lewisii - Ardisia leytensis - Ardisia lhotskya - Ardisia lhotskyana - Ardisia liebmannii - Ardisia liesneri - Ardisia lilacina - Ardisia limonensis - Ardisia linangensis - Ardisia lindenii - Ardisia lindleyana - Ardisia linearifolia - Ardisia lineata - Ardisia lingula - Ardisia lisowskii - Ardisia listeri - Ardisia littoralis - Ardisia livida - Ardisia lobbiana - Ardisia loheri - Ardisia longepedunculata - Ardisia longicaudata - Ardisia longifolia - Ardisia longipedicellata - Ardisia longipedunculata - Ardisia longipes - Ardisia longipetiolata - Ardisia longistaminea - Ardisia loretensis - Ardisia loureiriana - Ardisia lucida - Ardisia lucidula - Ardisia lundelliana - Ardisia luquillensis - Ardisia lurida - Ardisia lustrata - Ardisia luzonensis - Ardisia maasolae - Ardisia macgregorii - Ardisia maclurei | - Ardisia macrocalyx - Ardisia macrocarpa - Ardisia macrophylla - Ardisia macropus - Ardisia macroscypha - Ardisia macrosepala - Ardisia macrostachya - Ardisia maculata - Ardisia maculosa - Ardisia macvaughii - Ardisia maehongsonia - Ardisia maestrensis - Ardisia magdalenae - Ardisia magnifica - Ardisia maingayi - Ardisia mairei - Ardisia malipoensis - Ardisia malouiana - Ardisia mamillata - Ardisia mammosa - Ardisia manglillo - Ardisia marcellanum - Ardisia marginata - Ardisia marojejyensis - Ardisia martiana - Ardisia martinensis - Ardisia matagalpana - Ardisia matudae - Ardisia matudai - Ardisia mawaiensis - Ardisia maxima - Ardisia maxonii - Ardisia mayana - Ardisia mayumbensis - Ardisia mcphersonii - Ardisia mcvaughii - Ardisia megalocarpa - Ardisia megaphylla - Ardisia meghalayensis - Ardisia megistophylla - Ardisia megistosepala - Ardisia meiantha - Ardisia melanosticta - Ardisia melastomoides - Ardisia membranacea - Ardisia membranifolia - Ardisia meonobotrys - Ardisia meridensis - Ardisia merjimah - Ardisia merrillii - Ardisia mesoamericana - Ardisia metallica - Ardisia metensis - Ardisia mexicana - Ardisia meziana - Ardisia mezii - Ardisia micrantha - Ardisia micranthera - Ardisia microcalyx - Ardisia microphylla - Ardisia microsoropsis - Ardisia mildbraedii - Ardisia milleflora - Ardisia mindanaensis - Ardisia mindorensis - Ardisia miniata - Ardisia minima - Ardisia miniscula - Ardisia minor - Ardisia minutiflora - Ardisia miqueliana - Ardisia mirabilis - Ardisia mirandae - Ardisia missionis - Ardisia mitchellae - Ardisia mjoehergii - Ardisia mogotensis - Ardisia molinae - Ardisia mollis - Ardisia mombachoana - Ardisia momiensis - Ardisia monilipila - Ardisia monsalveae - Ardisia montana - Ardisia monteverdeana - Ardisia monticola - Ardisia moonii - Ardisia moraviana - Ardisia morazanensis - Ardisia morii - Ardisia morobeensis - Ardisia morrisonensis - Ardisia moultonii - Ardisia mouretii - Ardisia mucronata - Ardisia multicaulis - Ardisia multiflora - Ardisia multilineata - Ardisia multipunctata - Ardisia muluensis - Ardisia murphyae - Ardisia murtonii - Ardisia myrcioides - Ardisia myriantha - Ardisia myriodonta - Ardisia myriosticta - Ardisia myristicaefolia - Ardisia myrsinoides - Ardisia mystica - Ardisia nabirensis - Ardisia nagelii - Ardisia nana - Ardisia nebulosa - Ardisia neei - Ardisia neglecta - Ardisia negroensis - Ardisia nemorosa - Ardisia neohyalina - Ardisia neomirandae - Ardisia neriifolia - Ardisia nervosa - Ardisia nervosissima - Ardisia nevermannii - Ardisia nhatrangensis - Ardisia niambiensis - Ardisia nicaraguensis - Ardisia nigrescens - Ardisia nigricans - Ardisia nigrita - Ardisia nigro-punciata - Ardisia nigromaculata - Ardisia nigropilosa - Ardisia nigropunctata - Ardisia nigrovirens - Ardisia nitchellae - Ardisia nitidula - Ardisia novitensis - Ardisia novo-guineensis - Ardisia nurii - Ardisia nutans - Ardisia oaxacana - Ardisia oblanceolata - Ardisia oblonga - Ardisia oblongifolia - Ardisia obovalifolia - Ardisia obovata - Ardisia obovatifolia - Ardisia obscurinervia - Ardisia obtusa - Ardisia obtusata - Ardisia ochracea - Ardisia odontophylla - Ardisia oerstediana - Ardisia oldhamii - Ardisia oleracea - Ardisia oligantha - Ardisia oligocarpa - Ardisia olivacea - Ardisia oliveri - Ardisia olveri - Ardisia omalocarpa - Ardisia ometepensis - Ardisia omissa - Ardisia oocarpa - Ardisia opaca - Ardisia opegrapha - Ardisia ophirensis - Ardisia ordinata - Ardisia orinocensis - Ardisia ototomoensis - Ardisia ovandensis - Ardisia ovata - Ardisia oxyantha - Ardisia oxyphylla - Ardisia oxystemon - Ardisia pachyphylla - Ardisia pachyrrhachis - Ardisia pachysandra - Ardisia palawanensis - Ardisia palembanica - Ardisia pallidiflora - Ardisia palmana - Ardisia palustris - Ardisia panamensis - Ardisia paniculata - Ardisia panurensis - Ardisia paquitensis - Ardisia paradoxa - Ardisia paralleloneura - Ardisia parasitica - Ardisia pardalina - Ardisia parviauriculata - Ardisia parvidenticulata - Ardisia parviflora - Ardisia parvifolia - Ardisia parvipunctata - Ardisia parvissima - Ardisia paschalis - Ardisia patens - Ardisia patentiradiosa - Ardisia pauciflora - Ardisia paupera - Ardisia pavonina - Ardisia pectinata - Ardisia pedalis - Ardisia pedunculata - Ardisia pedunculosa - Ardisia pellucida - Ardisia pendula - Ardisia penduliflora - Ardisia peninsula - Ardisia pentaglossa - Ardisia pentagona - Ardisia perakensis - Ardisia perforata - Ardisia pergamacea - Ardisia pergracilis - Ardisia perinsignis - Ardisia perissa - Ardisia perpendicularis - Ardisia perpunctata - Ardisia perpuncticulosa - Ardisia perreticulata - Ardisia perrottetiana - Ardisia peruviana - Ardisia petelotii - Ardisia petenensis - Ardisia petila - Ardisia petocalyx - Ardisia petricola - Ardisia phaenostemona - Ardisia philippinensis - Ardisia picardae - Ardisia pichinchana - Ardisia pickeringia - Ardisia picta - Ardisia picturata - Ardisia pierreana - Ardisia pilonensis - Ardisia pilosa - Ardisia pinchinana - Ardisia pinchinchana - Ardisia pingbienensis - Ardisia pirifolia - Ardisia pirreana - Ardisia pitardii - Ardisia pittieri - Ardisia plagioneura - Ardisia platyclada - Ardisia platyphylla - Ardisia pleurobotrya - Ardisia pluriflora - Ardisia pluvialis - Ardisia podadenia - Ardisia poilanei - Ardisia polyactis - Ardisia polyadenia - Ardisia polyantha - Ardisia polycarpa - Ardisia polycephala - Ardisia polydactyla - Ardisia polygama - Ardisia polylepis - Ardisia polyneura - Ardisia polysticta - Ardisia poolei - Ardisia popayanensis - Ardisia poranthera - Ardisia porifera - Ardisia porosa - Ardisia praetermissa - Ardisia premontana - Ardisia primulaefolia - Ardisia principis - Ardisia prionota - Ardisia procera - Ardisia proctori - Ardisia proctorii - Ardisia procumbens - Ardisia prolifera - Ardisia propinqua - Ardisia proteifolia - Ardisia prunifolia - Ardisia pseudo-crispa - Ardisia pseudo-icacorea - Ardisia pseudo-jambosa - Ardisia pseudo-pedunculosa - Ardisia pseudoicacorea - Ardisia pseudoicacoreus - Ardisia pseudojambosa - Ardisia pseudoracemiflora - Ardisia pseudoverticillata - Ardisia psychotriiphylla - Ardisia pterocaulis - Ardisia pteropoda - Ardisia puberula - Ardisia pubicalyx - Ardisia pubivenula - Ardisia pulchella - Ardisia pulchra - Ardisia pulverulenta - Ardisia pulvinulata - Ardisia pumila - Ardisia punctata - Ardisia punctipetala - Ardisia punctulosa - Ardisia punicea - Ardisia purpurascens - Ardisia purpurea - Ardisia purpureovillosa - Ardisia purpusii - Ardisia purseglovei - Ardisia pusilla - Ardisia pustulata - Ardisia pygmaea - Ardisia pyramidalis - Ardisia pyrgina - Ardisia pyrgus - Ardisia pyrifolia - Ardisia pyrsocoma - Ardisia quadrata - Ardisia quangnamensis - Ardisia quelchii - Ardisia quinquangularis - Ardisia quinquegona - Ardisia rabilii - Ardisia racemibunda - Ardisia racemigera - Ardisia racemosa - Ardisia racemoso-panniculata - Ardisia radians - Ardisia ramiflora - Ardisia ramondiiformis - Ardisia ramosii - Ardisia rapaneifolia - Ardisia rarescens - Ardisia raveniana - Ardisia ravida - Ardisia reclinata - Ardisia recliniflora - Ardisia rectangularis - Ardisia reflexa - Ardisia reflexiflora - Ardisia rekoi - Ardisia remotiserrata - Ardisia repandula - Ardisia replicata - Ardisia reptans - Ardisia retinervia - Ardisia retroflexa - Ardisia retusa - Ardisia revoluta - Ardisia reynosoi - Ardisia rhodochroa - Ardisia rhomboidea - Ardisia rhynchocarpa - Ardisia rhynchophylla - Ardisia rhynchotechioides - Ardisia ridleyi - Ardisia rigida - Ardisia rigidifolia - Ardisia rigidula - Ardisia rimiformis - Ardisia riomonteana - Ardisia rivasensis - Ardisia rivularis - Ardisia robinsonii - Ardisia robusta - Ardisia romanii - Ardisia romeroi - Ardisia rosea - Ardisia roseiflora - Ardisia rostrata - Ardisia rothii - Ardisia roxburghiana - Ardisia rubescens - Ardisia rubiginosa - Ardisia rubro-glandulosa - Ardisia rudis - Ardisia rufa - Ardisia ruficarpa - Ardisia rufidula - Ardisia rumphii - Ardisia rusbyana - Ardisia russellii - Ardisia ruthiae - Ardisia sadebeckiana - Ardisia salicifolia - Ardisia saligna - Ardisia salvadorensis - Ardisia samalana - Ardisia samara - Ardisia samarensis - Ardisia sanguinolenta - Ardisia sanmartensis - Ardisia santafeana - Ardisia sapida - Ardisia sapoana - Ardisia sarapiquiensis - Ardisia sarasinii - Ardisia sarawakensis - Ardisia sauraujifolia - Ardisia scabra - Ardisia scabrida - Ardisia scalarinervis - Ardisia scalaris - Ardisia scandens - Ardisia scheryi - Ardisia schippii - Ardisia schlechteri - Ardisia schlimii - Ardisia schomburgkiana - Ardisia schultzei - Ardisia sciophila - Ardisia scoparia - Ardisia scopulina - Ardisia scortechinii - Ardisia scrobiculata - Ardisia seibertii - Ardisia semicrenata - Ardisia semidentata - Ardisia seranoana - Ardisia serrata - Ardisia serratifolia - Ardisia serrulata - Ardisia sessiliflora - Ardisia sessilifolia - Ardisia sessilis - Ardisia sexpartita - Ardisia shweliensis - Ardisia siamensis - Ardisia sibulanensis - Ardisia sibuyanensis - Ardisia sicula - Ardisia sideromalla - Ardisia sieberi - Ardisia sieboldi - Ardisia sigillata - Ardisia siltepecana - Ardisia silvestris - Ardisia simplicicaulis - Ardisia sinensis - Ardisia singaporensis - Ardisia singularis - Ardisia sinoaustralis - Ardisia sintenisii - Ardisia sinuata - Ardisia sinuato-crenata - Ardisia skutchii - Ardisia smaragdina - Ardisia solanacea - Ardisia solanoides - Ardisia solida - Ardisia solomonii - Ardisia sonchifolia - Ardisia sordida - Ardisia sorsogonensis - Ardisia spanoghei - Ardisia spathulata - Ardisia speciosa - Ardisia spectabilis - Ardisia sphenobasis - Ardisia spicata - Ardisia spicigera - Ardisia spilota - Ardisia splendens - Ardisia squamata - Ardisia squamulosa - Ardisia squarrosa - Ardisia staminosa - Ardisia standleyana - Ardisia standleyi - Ardisia staudtii - Ardisia steinii - Ardisia steiranthera - Ardisia stellata - Ardisia stellifera - Ardisia stenobotrys - Ardisia stenophylla - Ardisia stenosepala - Ardisia stevensii - Ardisia stichantha - Ardisia stipitata - Ardisia stonei - Ardisia storckii - Ardisia storkii - Ardisia stylosa - Ardisia subamplexicaulis - Ardisia subanceps - Ardisia subcoriacea - Ardisia subcrenulata - Ardisia subcuneata - Ardisia subcuneifolia - Ardisia sublanceolata - Ardisia sublepidota - Ardisia suboppositifolia - Ardisia subpilosa - Ardisia subsessilifolia - Ardisia subtilis - Ardisia suffruticosa - Ardisia suishaensis - Ardisia sulcata - Ardisia sumatrana - Ardisia sumbavana - Ardisia surinamensis - Ardisia symplocifolia - Ardisia synneura - Ardisia tacanensis - Ardisia tacarcunana - Ardisia tachibana - Ardisia tahanica - Ardisia tanycardia - Ardisia tarariae - Ardisia tavoyana - Ardisia tawaensis - Ardisia tayabensis - Ardisia taytayensis - Ardisia tenera - Ardisia tenuicaulis - Ardisia tenuiflora - Ardisia tenuifolia - Ardisia tenuiramis - Ardisia tenuis - Ardisia ternatensis - Ardisia terrabana - Ardisia tetramera - Ardisia tetrandra - Ardisia tetrasepala - Ardisia teysmanniana - Ardisia theaefolia - Ardisia thomsonii - Ardisia thorelii - Ardisia thyrsiflora - Ardisia tilaranensis - Ardisia tinctoria - Ardisia tinifolia - Ardisia tiomanensis - Ardisia tomentosa - Ardisia tonii - Ardisia tonkinensis - Ardisia toroana - Ardisia translucida - Ardisia triangula - Ardisia trichocarpa - Ardisia trichogyne - Ardisia trichomata - Ardisia triflora - Ardisia trinitariae - Ardisia tristanioides - Ardisia tristis - Ardisia troyana - Ardisia tryssa - Ardisia tsangii - Ardisia tsjeriam-cottam - Ardisia tuberculata - Ardisia tuerckheimii - Ardisia tuflora - Ardisia tuirana - Ardisia tumida - Ardisia turbacensis - Ardisia turbinata - Ardisia tuxpanensis - Ardisia tuxtepecana - Ardisia tysonii - Ardisia umbellata - Ardisia umbrosa - Ardisia undulata - Ardisia undulato-dentata - Ardisia unguiensis - Ardisia uniflora - Ardisia urbanii - Ardisia uregaensis - Ardisia ursina - Ardisia ustopoana - Ardisia ustupoana - Ardisia utleyi - Ardisia valida - Ardisia vatteri - Ardisia vaughani - Ardisia velutina - Ardisia vennsta - Ardisia venosa - Ardisia venosissima - Ardisia veraguansensis - Ardisia veraguasensis - Ardisia verapazensis - Ardisia verbascifolia - Ardisia vernicosa - Ardisia verrucosa - Ardisia vesca - Ardisia vestita - Ardisia viburnifolia - Ardisia vidalii - Ardisia vietnamensis - Ardisia vigoi - Ardisia villosa - Ardisia villosoides - Ardisia villosula - Ardisia viminea - Ardisia violacea - Ardisia virens - Ardisia viridiflora - Ardisia vitiensis - Ardisia volubilis - Ardisia wagneri - Ardisia waitakii - Ardisia walkeri - Ardisia wallichii - Ardisia warburgiana - Ardisia warmingii - Ardisia warneri - Ardisia weberbaueri - Ardisia websteri - Ardisia wedelii - Ardisia wendtii - Ardisia whitei - Ardisia whitfordii - Ardisia wightiana - Ardisia wilburiana - Ardisia willisii - Ardisia woodsoni - Ardisia woodsonii - Ardisia wrayi - Ardisia xylosteoides - Ardisia yatesii - Ardisia yunnanensis - Ardisia yunquensis - Ardisia zakii - Ardisia zambalensis - Ardisia zarceroana - Ardisia zelayensis - Ardisia zenkeri - Ardisia zeylanica - Ardisia zollingeri - Ardisia zuliana |